# Marcel Schmelzer
Marcel Schmelzer (sinh ngày 22 tháng 1 năm 1988) là cầu thủ Đức hiện đang chơi cho câu lạc bộ Borussia Dortmund tại Bundesliga.
Schmelzer có thể coi là một Philipp Lahm mới với khả năng công thủ toàn diện, phong độ ổn định và có nền tảng thể lực rất sung mãn. Ngoài ra Schmelzer có tốc độ, kiến tạo tốt.
Schmelzer được chọn vào đội hình tiêu biểu của Bundesliga 2 mùa liên tiếp 2010-11 và 2011-12.

## Sự nghiệp
Schmelzer bắt đầu thi đấu cho Borussia Dortmund, vào ngày 9-8- 2008, trong trận đấu tại cúp quốc gia Đứcgặp Rot-Weiss Essen..Schmelzer sau đó đã có quãng thời gian dài bị chấn thương trước khi bùng nổ vào mùa giải 2010-11.

## Thi đấu quốc tế
Schmelzer được gọi vào đội U21 Đức trong giải 2009 European Championship, cùng đồng đội Mats Hummels trong chiến thắng 4-0 trước U21 Anh.

## Thống kê sự nghiệp

### Câu lạc bộ
Tính đến  ngày 4 tháng 2 năm 2017
| Câu lạc bộ           | Mùa giải            | Bundesliga          | Bundesliga | Bundesliga | DFB-Pokal | DFB-Pokal | châu Âu | châu Âu | Khác1 | Khác1 | Tổng cộng | Tổng cộng |
| Câu lạc bộ           | Mùa giải            | Bundesliga          | Trận       | Bàn        | Trận      | Bàn       | Trận    | Bàn     | Trận  | Bàn   | Trận      | Bàn       |
| -------------------- | ------------------- | ------------------- | ---------- | ---------- | --------- | --------- | ------- | ------- | ----- | ----- | --------- | --------- |
| Borussia Dortmund II | 2007–08             | Regionalliga Nord   | 26         | 0          | —         | —         | —       | —       | —     | —     | 26        | 0         |
| Borussia Dortmund II | 2008–09             | Regionalliga West   | 10         | 0          | —         | —         | —       | —       | —     | —     | 10        | 0         |
| Borussia Dortmund II | 2009–10             | 3. Liga             | 1          | 0          | —         | —         | —       | —       | —     | —     | 1         | 0         |
| Borussia Dortmund II | Tổng cộng           | Tổng cộng           | 37         | 0          | —         | —         | —       | —       | —     | —     | 37        | 0         |
| Borussia Dortmund    | 2008–09             | Bundesliga          | 12         | 0          | 3         | 0         | 1       | 0       | —     | —     | 16        | 0         |
| Borussia Dortmund    | 2009–10             | Bundesliga          | 28         | 0          | 2         | 0         | —       | —       | —     | —     | 30        | 0         |
| Borussia Dortmund    | 2010–11             | Bundesliga          | 34         | 0          | 2         | 0         | 7       | 0       | —     | —     | 43        | 0         |
| Borussia Dortmund    | 2011–12             | Bundesliga          | 28         | 1          | 4         | 0         | 5       | 0       | —     | —     | 37        | 1         |
| Borussia Dortmund    | 2012–13             | Bundesliga          | 29         | 0          | 3         | 1         | 13      | 1       | 1     | 0     | 46        | 2         |
| Borussia Dortmund    | 2013–14             | Bundesliga          | 19         | 1          | 3         | 0         | 5       | 0       | 1     | 0     | 28        | 1         |
| Borussia Dortmund    | 2014–15             | Bundesliga          | 22         | 0          | 4         | 0         | 6       | 0       | 1     | 0     | 33        | 0         |
| Borussia Dortmund    | 2015–16             | Bundesliga          | 26         | 0          | 6         | 0         | 15      | 0       | —     | —     | 47        | 0         |
| Borussia Dortmund    | 2016–17             | Bundesliga          | 15         | 0          | 1         | 0         | 2       | 0       | 1     | 0     | 19        | 0         |
| Borussia Dortmund    | Tổng cộng           | Tổng cộng           | 213        | 2          | 28        | 1         | 54      | 1       | 4     | 0     | 299       | 4         |
| Tổng cộng sự nghiệp  | Tổng cộng sự nghiệp | Tổng cộng sự nghiệp | 250        | 2          | 28        | 1         | 53      | 1       | 4     | 0     | 336       | 4         |

### Đội tuyển quốc gia
Tính đến ngày 5 tháng 3 năm 2014
| Đức       | Đức  | Đức |
| Năm       | Trận | Bàn |
| --------- | ---- | --- |
| 2010      | 1    | 0   |
| 2011      | 4    | 0   |
| 2012      | 4    | 0   |
| 2013      | 6    | 0   |
| 2014      | 1    | 0   |
| Tổng cộng | 16   | 0   |

## Danh hiệu

### Câu lạc bộ
Borussia Dortmund
- Bundesliga: 2

2010–11, 2011–12
- DFB-Pokal: 3

2011–12, 2016-17, 2020-21
- Siêu cúp Đức: 3

2013, 2014, 2019

### Đội tuyển
- Giải vô địch bóng đá U-21 châu Âu: 1

2009

## Liên kết
- Borussia Dortmund (tiếng Đức)
- Marcel Schmelzer tại fussballdaten.de (tiếng Đức)
- Marcel Schmelzer Lưu trữ ngày 11 tháng 3 năm 2010 tại Wayback Machine transfermarkt.de (tiếng Đức)